# Oxycera notata
Oxycera notata är en tvåvingeart som beskrevs av Friedrich Hermann Loew 1873. Oxycera notata ingår i släktet Oxycera och familjen vapenflugor. Inga underarter finns listade i Catalogue of Life.